# Euro à Chypre
- États membres de la zone euro : 20 pays (Allemagne, Autriche, Belgique, Chypre, Croatie, Espagne, Estonie, Finlande, France, Grèce, Irlande, Italie, Lettonie, Lituanie, Luxembourg, Malte, Pays-Bas, Portugal, Slovaquie, Slovénie)
- Micro-États non membres de l'UE utilisant l'euro avec l'accord de l'UE : 4 pays (Andorre, Monaco, Saint-Marin et Vatican)
- États non membres de l'UE qui ont adopté l'euro unilatéralement : 2 pays (Kosovo et Monténégro)
- États membres de l'Union européenne (UE) qui ont rejoint le MCE II : 1 pays (Bulgarie)
- État membre de l'UE faisant partie du MCE II mais qui est exempté de l'obligation de rejoindre la zone euro (Danemark).
- États membres de l'UE qui ont l'obligation  de rejoindre la zone euro : 5 pays (Hongrie, Pologne, Roumanie, Suède et Tchéquie)

L'introduction de l'euro à Chypre a eu lieu le 1er janvier 2008, conformément à l’obligation pour Chypre de rejoindre la zone euro qui découlait du traité d'adhésion adopté le 16 avril 2003 et entré en vigueur le 1er mai 2004, rejoignant ainsi les autres pays ayant adopté l’euro comme monnaie commune.
L'utilisation des billets et pièces entre en vigueur le 1er janvier 2008. L'adhésion de la Chypre à l’Union européenne remonte au 1er mai 2004. Avant l’adoption de l’euro, la monnaie chypriote était la livre chypriote.

## Historique
Chypre adhère au Mécanisme de taux de change européen (MCE II) le 2 mai 2005.
La Commission européenne, dans son rapport de convergence établi le 27 février 2007, conclut que Chypre rempli les conditions pour rejoindre l'euro et recommande l'accession du pays à la zone euro à partir du 1er janvier 2008.

« À la lumière de l'évaluation du respect des critères de convergence, la Commission donne son feu vert à l'introduction de l'euro à Chypre. Il en est de même pour Malte, mais le Conseil devra suivre la recommandation de la Commission et mettre fin à la procédure de déficit excessif. Le Conseil a mis fin à la procédure de déficit excessif contre Malte lors de sa session du 5 juin 2007 »

— décision 2007/464/CE du Conseil, du 5 juin 2007, abrogeant la décision 2005/186/CE sur l'existence d'un déficit excessif à Malte.
Le 10 juillet 2007, le Conseil des Affaires économiques et monétaires du Parlement européen donne son feu vert à l'introduction de l'euro, cette décision entérine la décision du Conseil ECOFIN de la Commission européenne et choisi comme date d'introduction, le 1er janvier 2008, après avoir annoncé que le pays remplissait tous les critères requis pour intégrer l'eurozone.

### Cas des bases d'Akrotiri et de Dhekelia
Le cas des bases britanniques à Chypre est particulier ; le traité d'indépendance de Chypre prévoyait l'utilisation exclusive de la monnaie locale sur la totalité de l'île, ce qui a imposé un basculement vers l'euro ; cette particularité est prévue par le traité d'adhésion de Chypre et par le droit britannique.

## Critères de convergence
Le traité de Maastricht prévoit initialement que tous les membres de l'Union européenne devront rejoindre la zone euro une fois les critères de convergence remplis.
|                                                                     | Critères de convergence | Critères de convergence | Critères de convergence | Critères de convergence | Critères de convergence     |
|                                                                     | Inflation               | Finances publiques      | Finances publiques      | Membre du MCE II        | Taux d'intérêt à long terme |
| Déficit budgétaire annuel au PIB                                    | Inflation               | Dette publique au PIB   |                         | Membre du MCE II        | Taux d'intérêt à long terme |
| ------------------------------------------------------------------- | ----------------------- | ----------------------- | ----------------------- | ----------------------- | --------------------------- |
| Valeur de référence                                                 | max 3 %                 | max 3 %                 | max 60 %                | min 2 ans               | max 6,4 %                   |
| Chypre                                                              | 2,0 % (2007)            | 1,4 % (2007)            | 61,5 % (2007)           | depuis le 2 mai 2005    | 4,2 % (2007)                |
| Notes : 1. 2. Légende : - Critère satisfait - Critère non satisfait |                         |                         |                         |                         |                             |

## Adhésion à la zone euro
La livre chypriote (code ISO 4217 : CYP) devient une subdivision de la nouvelle monnaie européenne, l'euro (code EUR), le 1er janvier 2008, à raison de 1 EUR = 0,585 274 CYP.
À la suite de l’introduction des billets et des pièces en euro, une période transitoire d’un mois a été instaurée à Chypre, durant laquelle la livre chypriote et l’euro ont circulé simultanément. Cette phase de double circulation a pris fin le 1er février 2008, date à laquelle l’euro est devenu la seule monnaie ayant cours légal dans le pays, à l'exception de Chypre du Nord qui utilise de facto la livre turque.
Les pièces restaient toutefois échangeables à la Banque centrale de Chypre jusqu’au 31 décembre 2009 et les billets jusqu’au 31 décembre 2017.

## Billets et pièces
La mise en circulation de l’euro fiduciaire a été préparée par la Banque centrale de Chypre en coordination avec la Banque centrale européenne et le gouvernement chypriote. Dès octobre 2007, les pièces en euros ont été distribuées aux banques commerciales et institutions financières, suivies par les billets à partir de novembre 2007. Une sous-distribution aux professionnels (commerçants, entreprises) a permis une diffusion rapide sur le terrain.
Pour faciliter la transition, 250 000 kit de pièces en euros ont été mis en vente au public dès le 3 décembre 2007, au prix de 17,09 € (équivalent à 10 livres chypriotes), ainsi que 40 000 kits professionnels d’une valeur de 172 €.
Au total, le système européen de banques centrales a fourni à la Banque centrale de Chypre 79,1 millions de billets pour une valeur de 1,73 milliards d’euros et 395 millions de pièces pour une valeur de 100,3 millions d’euros frappées par la Monnaie de Finlande.
Dès le 2 janvier 2008, plus de la moitié des billets en circulation à Chypre étaient déjà en euros. L’opération a été jugée globalement fluide et réussie, grâce à une large campagne d’information et à l’ouverture exceptionnelle des banques le jour de l’introduction.

## Opinion publique
En 2021, selon une enquête Eurobaromètre sur les pays de la zone euro, 69 % des répondants chypriotes estimaient que l’euro était positif pour leur pays

### Référénces
1. ↑  Chypre adopte l'euro, communiqué de presse de la Commission européenne, le 1er janvier 2008
2. ↑  Rapport de convergence établi le 27 février 2007 sur la situation de Chypre, publié par la Banque centrale européenne.
3. ↑  Adhésion de Chypre et Malte à l'euro, sur le site officiel de l'Union européenne.
4. ↑  (en) « Ordonnance sur l'euro de 2007 »
5. ↑  « Taux de change livre chypriote en euro » (consulté le 27 juillet 2025)
6. ↑  (en) « Cyprus and the euro »
7. ↑  (en) « Le passage à l'euro à Chypre » (consulté le 27 juillet 2025)
8. ↑  (en) « Eurobaromètre : une enquête montre un fort soutien à l'euro »